# 國家情報院
國家情報院（韩语：／ Gukga jeongbowon */?），簡稱國情院（국정원），是大韓民國（韓國）的情報及國家安全機關。前身為中央情報部（中情部，중앙정보부，중정부，1961年－1980年）和國家安全企劃部（安企部，국가안전기획부, 안기부，1980年－1998年），首任部長是金鍾泌，於1961年朴正熙5.16軍事政變後成立。韓國國家情報院是仿照美國中央情報局建立的，美國中情局在相當長時期內擔任其顧問，這兩個情報機構在有關朝鮮情報方面進行了長期的合作。韓日情報交流方面，則起自1998年朝鮮的“大浦洞”导弹飛越日本領空後，日本相關情報機構如内閣情報調査室、防衛省情報本部等對朝鮮的動向日益關注，為了獲得更多有用的情報，日本情報機構近年來明顯加大了與韓國情報機構的協作，雙方不但經常交換情報，還與美國一起共同展開對朝鮮飛彈發射、軍事演習等動向的情報偵察活動。國際情報專家指出，在朝鮮半島上，一個以朝鮮為對象的美、日、韓三國“情報同盟”正在形成。1999年1月，金大中政府廢止國家安全企劃部，進行組織改造，將其改為總統直屬機關，名為國家情報院。

## 概要
国家情报院主要负责搜集国内外的战略情报，保护管理对国家安危有重大影响的主要资料，协同国家安全和海外反间谍行动。
「国家情報院法」第3条 職責
- 国外和国内安全資訊收集，创建和分发（如国际犯罪，恐怖主义和情报组织，反政府组织）
- 国家機密文件・材料・设施的保全维护及区域安全操作業務
- 捜査刑法中内乱罪、外叛罪、军事刑法中反叛罪、密碼不正确使用罪、軍事機密保护法范围内罪状、国家保安法范围内罪状
- 国情院職員的職責有關罪行的調查
- 情報及保安業務的企划・協調

## 历史

### 中央情报部时代

中央情报部部旗

该机构的起源可以追溯到朝鲜战争期间成立的韩军反间谍团(Korean Counterintelligence Corps，KCIC)。中央情报部(KCIA)于1961年6月13日由金锺泌成立，该部门成立最初共有3,000名成员，均是来自于战争时成立的KCIC。金锺泌毕业于韩国陆军士官学校，是朴正熙的姻亲侄子，他还被认为策划了1961年的政变，在朴正熙当选为韩国总统之前就一直支持他。
朴正熙政权广泛利用该情报机构来镇压反政府、亲朝鲜或其他亲共运动，包括大学校园里的学生抗议活动和海外朝鲜人的活动。韩国中央情报部因干涉国内政治和国际事务而在其管辖范围之外建立了声誉。中情部的最初章程，即《保护军事机密法》，旨在规制反间谍和与国家安全有关的活动，但其大部分活动和预算都用于与最初章程无关的事情。
中情部控制着整个国家，拥有四万多名正式员工和一百万名通讯员。罢工的工人、抗议者或简单请愿书的签署者都面临着长期的监禁和酷刑，整个国家都处于不断的监视之下。
1968年，中情部特工绑架了17名居住在西德的韩国人，他们被运回汉城，在那里受到刑讯逼供，他们被指控从事亲北方的活动而违反了国家安全法。此事成为一个引人注目的事件，被称为东柏林事件，韩国因为绑架事件受到了广泛的国际批评，几乎使西德政府与韩国断绝外交关系。 1973年，在日本的一个度假胜地附近发生了备受关注的绑架持不同政见者金大中的事件，金大中后来成为韩国总统，也是该国第一位诺贝尔和平奖获得者。
韩国中情部几乎拥有无限的、完全不受约束的权力，可以以任何罪名逮捕和拘留任何人，这造成了一种极端恐惧和压迫的气氛。对学生、持不同政见者、反对派人士、共产党员、记者或任何被认为是批评政府的人的频繁拘留和酷刑是朴正熙政权和随后政权的症状。在另一个偏离其最初章程的情况下，中情部作为政治机器的假定角色和对国家政治生活的支配开始采取更多奇怪的形式，如在起草韩国宪法时行使自行决定权，并为执政党充当政治筹款人。
除了表面上由其原初章程授权的情报和秘密警察的角色外，它还通过国内外的代理人网络，默认成为韩国政府事实上的总检察长和监察长。在国内，中情部通过成为艺术的支持者、旅游业的促进者和国家文化的传播者，使自己成为政府的慈善机构。
众所周知，中情部通过敲诈勒索和操纵股票市场筹集资金，而这些资金又被用来贿赂和欺诈公司、个人甚至外国政府，正如1976年美国的"韩国门"丑闻所发生的那样。美国国会议员唐纳德·M·弗雷泽的调查发现，中情部通过韩国商人朴東宣提供贿赂和好处，试图增加对美国政府的影响；约有115名国会议员被牵涉到该事件中。

### 国家安全企划部时代

国家安全企划部部徽

1979年，中央情报部部长金載圭在一次晚宴上暗杀了总统朴正熙。事后，中情部被清洗，金载圭和其他五人被处决，部门也暂时失去了大部分权力。
新任部长全斗焕利用其1980年4月至7月的任期，将其权力基础扩大到军事之外，该组织于1981年更名为国家安全企划部(ANSP)，其权力在总统令和立法中被重新定义。
安企部与它的前身一样，是一个直接对总统负责的内阁级机构，安企部部长继续拥有直接向总统汇报的权限。
1981年3月，安企部被重新指定为收集和处理所有情报的主要机构。所有其他在其章程中规定具有情报收集和分析职能的机构都被重申要与安企部协调其活动。
1981年底通过的立法进一步重新定义了安企部的法定职能，包括收集、汇编和分配有关公共安全的国外和国内信息，打击共产主义分子和推翻政府的阴谋。
在被指定为涉及国家秘密的文件、材料、设施和地区方面维护公共安全也是安企部的职权范围，调查叛乱和外国侵略罪、叛乱罪、协助和教唆敌人、泄露军事机密以及《保護軍事機密法》和《國家保安法》规定的罪行也是安企部的职权范围。安企部还负责调查与情报人员职责有关的犯罪，监督信息收集，以及汇编和分发关于其他机构旨在维护公共安全的活动的信息。
到1983年，安企部地位已经回升，并再次成为地位显耀的对内及对外情报机构。
然而，在第六共和國时期，安企部的国内权力确实受到了限制。在变革之前，安企部可以自由查阅所有政府办公室和档案。安企部、國防部、大檢察廳、警察廳和法務部在韓國國會派驻了他们的特工，以收集关于政治家活动的信息。
然而，1988年5月，公开的安企部工作员与其他情报机构的人员一起被要求撤出了國會議事堂。
安企部的预算没有被公开，也没有以任何有意义的方式提供给国会的非公开会议。1989年7月，在反对党和公众舆论的压力下，国会十八年来首次对安企部进行了检查和审计，安企部将其线人从汉城刑事法院和最高法院撤出。
为了限制安企部参与 "情报政治 "的可能性，安企部信息协调委员会也被解散，因为该委员会曾对其他调查机构（如大检察厅）产生过不适当的影响。此外，为了回应对其涉嫌侵犯人权的广泛批评，安企部成立了一个 "监督 "办公室，以监督其国内调查，并防止特工在审讯嫌疑人时滥用其权力。
然而，安企部仍然深深地卷入了国内政治，并没有完全准备放弃其权力。例如，1990年4月，执政的民主自由党(DLP)联合领导人金泳三抱怨说，他和他在DLP中的派别成员受到了 "政治上的情报操纵"，包括窃听、监视和财务调查。
尽管1989年9月执政党和在野党的主要决策者达成协议，剥夺了安企部调查亲朝鲜活动的权力（《國家保安法》规定的罪行），但安企部继续执行这方面的法律，而不是局限于打击内部和外部推翻政府的企图。安企部继续不加解释地抓捕激进的学生和持不同政见的领导人进行审讯。
除了有争议的内部安全任务外，安企部还以收集和分析外国情报以及调查涉及外部颠覆和军事机密的罪行而闻名。国家统一委员会和安企部（以及之前的中情部）是韩国统一战略和与朝鲜接触的主要政府分析和政策方向来源。情报部门对反间谍案件的追查也得到了高度评价。

### 国家情报院时代
1994年，在韩国执政党和反对党达成协议后，安企部对其章程进行了重大修改，有效限制了其活动。因此，国民议会成立了一个 "信息委员会"，为该机构脱离政治舞台和保持政治中立打下了基础。安企部还开始制定程序和机制，以挫败国际犯罪和恐怖主义。1995年，安企部从过去34年来在里門洞南山的办公地点搬到了首尔南部的内谷洞的新总部所在地。
有关该机构组织结构的大部分细节仍由政府保密。1998年，《Sisa Journal》对该机构（当时的安企部）的结构进行了调查，估计它在39个总部和地区部门中雇用了大约6万名员工，每年的支出估计为7,000億-8,000億韓元。
1999年，它被正式改名为国家情报院。根据官方披露，国家情报院分为三个局。国际事务、国内事务和朝鲜事务。
2003年卢武铉当选韩国总统后，为改革该机构做出了更多的共同努力。卢武铉任命前人权律师高泳耇担任部长一职，表示希望找到 "能使该机构恢复正常的人"。该机构的反共局被计划取消，许多国内情报和监视活动要么被放弃，要么被移交给国家警察。
2008年12月，朝鲜中央通信社称，一名接受过国家情报院培训的朝鲜公民因参与暗杀朝鲜领导人金正日的阴谋而被逮捕。
2011年，国家情报院在韓國憲法法院正式承认其监视了韩国公民的Gmail账户。
国家情报院2012年的预算有可能被削减，因为它已经显示出效率低下。
2016年，检察官的一项调查曾发现，自前总统李明博执政以来（2008年-2013年），国家情报院一直在有效地策划保守派团体的活动。证据显示，国家安全院不仅参与了保守派团体在报纸上刊登的政治广告，而且还参与了他们举行一人抗议活动和发放小册子的计划。“一名在国家情报院心理战小组的朴姓特工支持并监督右翼保守派组织和右翼青年组织”。
根据韩国警方的调查报告，在2012年12月举行的总统选举中，国家情报院犯下严重罪行，秘密帮助朴槿惠竞选。韩国检察官正在重新调查这一事件，它可能使去年的总统选举结果无效。前国家情报院负责人元世勋因包括总统选举欺诈在内的多项指控正在等待审判。
2015年，黑客团队的入侵数据显示，国家情报院从黑客团队购买了间谍软件。一名与黑客有关的特工被发现死于明显的自杀，死者在遗书中说，该机构没有对平民或与2012年总统选举有关的政治事件进行间谍活动。
2020年12月13日，《国家安保法》被修订，这项法律最初于1948年通过，旨在保护国家免受朝鲜威胁。它规定韩国公民不能赞美、同情或援助朝鲜人。然而，据说这部法律允许国家情报院侵犯一些重要的人权，例如逼供，以及进行“反共”调查。这项法律允许当局仅仅因为拥有一本与朝鲜意识形态有关的书籍而将某人监禁长达7年。该法律还延伸到惩罚“反政府组织”，允许国家情报院惩罚那些反对政府或与政府有不同意见的平民，侵犯他们的言论自由权。由于来自朝鲜的持续威胁，人们担心修改该法律会进一步加剧这一问题。尽管有了这个修正案，人们仍然很担心国家情报院会继续侵犯人权。即使该修正案禁止国家情报院进行刑事调查，它仍然允许收集任何违反国家安保法的人的信息。在国家情报院试图通过对候选人文在寅的诽谤活动影响2012年的选举后，这项新的修正案将禁止其参与国内政治。自2024年1月1日起，该修正案将把调查国内问题的权力移交给国家警察部门。

## 组成机构
国家情报院现设3个处：
- 国际情报处
- 北韩情報處
- 国内事务处

在海外设立了39个情报站，其中三分之一的情报站秘密设在中国、日本和北朝鲜，工作人员超过6万人，每年的开支约7,000亿至8,000亿韩元。

## 職級
国家情報院的職員（技能職除外）分1級到9級。4級以下要在前面的工作标题栏注明（信息，调查，工业，安全，通信，电脑）的名称。下表是根据国家情报院职员法所分。
| 級  | 職名         | 韓国語 | 对应军衔               |
| --- | ------------ | ------ | ---------------------- |
| 1級 | 管理官       |        | -                      |
| 2級 | 理事官       |        | 上校                   |
| 3級 | 副理事官     |        | 中校・上校             |
| 4級 | 情報書記官   |        | 少校・中校             |
| 5級 | 情報事務官   |        | 上尉・少校             |
| 6級 | 情報主事     |        | 中尉・上尉             |
| 7級 | 助理情報主事 |        | 上士・准尉・少尉・中尉 |
| 8級 | 情報書記     |        | 中士・上士             |
| 9級 | 助理情報書記 |        | 下士                   |

## 歷任首長

### 中央情報部長
| 姓名                     | 任期                           |
| ------------------------ | ------------------------------ |
| 金鍾泌                   | 1961年5月20日－1963年1月6日    |
| 金容珣                   | 1963年1月7日－1963年2月20日    |
| 金在春                   | 1963年2月21日－1963年7月11日   |
| 金炯旭                   | 1963年7月12日－1969年10月20日  |
| 金桂元                   | 1969年10月21日－1970年12月20日 |
| 李厚洛                   | 1970年12月21日－1973年12月3日  |
| 申稙秀                   | 1973年12月4日－1976年12月5日   |
| 金載圭                   | 1976年12月6日－1979年10月26日  |
| 李熺性 (1924年)（代理）  | 1979年10月30日－1979年12月12日 |
| 尹鎰均（代理）           | 1979年12月13日－1980年4月13日  |
| 全斗煥（兼任保安司令官） | 1980年4月14日－1980年7月17日   |

### 國家安全企劃部長
| 姓名   | 任期                          |
| ------ | ----------------------------- |
| 俞学圣 | 1980年7月18日－1982年6月1日   |
| 盧信永 | 1982年6月2日－1985年2月18日   |
| 張世東 | 1985年2月19日－1987年5月25日  |
| 安武赫 | 1987年5月26日－1988年5月6日   |
| 裴命仁 | 1988年5月7日－1988年12月4日   |
| 朴世直 | 1988年12月5日－1989年7月18日  |
| 徐東權 | 1989年7月19日－1992年3月30日  |
| 李相淵 | 1992年3月31日－1992年10月8日  |
| 李賢雨 | 1992年10月9日－1993年2月2日   |
| 金惠   | 1993年2月26日－1994年12月23日 |
| 權寧海 | 1994年12月24日－1998年3月4日  |

### 國家情報院長
| 姓名   | 任期                                 |
| ------ | ------------------------------------ |
| 李鍾贊 | 1998年3月5日－1999年5月25日          |
| 千容宅 | 1999年5月26日－1999年12月23日        |
| 林東源 | 1999年12月24日－2001年3月26日        |
| 辛建   | 2001年3月27日－2003年4月24日         |
| 高泳耇 | 2003年4月25日－2005年7月10日         |
| 金昇圭 | 2005年7月11日－2006年11月22日        |
| 金萬福 | 2006年11月23日－2008年2月11日        |
| 金成浩 | 2008年3月26日－2009年2月12日         |
| 元世勋 | 2009年2月12日－2013年3月22日         |
| 南在俊 | 2013年3月22日－2014年5月22日         |
| 韓基範 | 2014年5月22日－2014年7月15日（代理） |
| 李丙琪 | 2014年7月16日－2015年2月27日         |
| 韓基範 | 2015年2月27日－2015年3月18日（代理） |
| 李炳浩 | 2015年3月18日－2017年5月31日         |
| 徐薰   | 2017年6月1日－2020年7月2日           |
| 崔容煥 | 2020年7月3日－2020年7月28日（代理）  |
| 朴智元 | 2020年7月29日－2022年5月11日         |
| 金奎顯 | 2022年5月26日－2023年11月26日        |
| 赵太庸 | 2024年1月16日－2025年6月4日          |
| 吴浩龙 | 2025年6月4日－2025年6月25日（代理）  |
| 李鍾奭 | 2025年6月25日－                      |

## 爭議

### 中央情報部時代
- 1967年東柏林事件，韩国中央情报部的特工将数位侨居西德的韓僑绑架回汉城（今首尔），严刑审讯后指控他们“亲朝鲜”和“触犯国家保安法”。事後西德政府中断了与韩国的外交关系。
- 金大中綁架事件：1973年8月8日，流亡到日本的金大中出席由新民党领导人在东京大皇宫饭店2212室举行的聚会。会议结束后，金大中走出2212室，遭一群身份不明的人绑架。此后，金大中被带到日本大阪，再經日本海海路到韩国首都汉城。据报道，金大中后来回忆说，在一艘前往韩国的船上，他的双脚被系上重物，绑架者似乎打算把他淹死在海里。日本自卫队注意到了这艘船，开始追逐，绑架者被迫放弃计划，金大中后来在韩国釜山获释，隨即便軟禁。1998年金大中当选韩国总统后，在2000年表示，当年制造这起绑架事件的正是中央情报部的特工。
- 1976年韩国门事件，在美国华府的韓國商人朴东宣和其它代理人向美国国会议员行贿，以期取得美国优先考虑对韓军事和经济支持。韓國中央情報部（即今天的“韓國國家情報院”）也卷入其中。[3][3]:262
- 1979年10月26日晚，时任中央情報部部长的金載圭在情报部的宫井洞秘密宴會廳內槍殺总统朴正熙，一同出席宴會的青瓦台警衛室室長车智澈以及四個保鑣也一同遇害。

### 國家安全企劃部時代
- 1997年大韩民国总统选舉前，时任韩国驻美国大使洪锡炫和三星集团结构调整本部长李鹤洙，讨论了向执政党大国家党候选人李会昌及其他有潜力的候选人提供大选资金的事情。安全企划部对洪锡炫和李鹤洙等政界和经济界高层人物进行窃听，先后制作了1000多份窃听录音带和笔录。最終李会昌落選。1999年，安企部更名为国家情报院，窃听丑闻随之曝光。这一丑闻的彻底曝光让国家情报院被迫脱离国内政治情报领域，全力从事对外情报搜集。

### 國家情報院時代
- 2002年3月，前韩国特工举行大规模的游行示威，要求政府给予赔偿。国际舆论也给予关注，前韩国特工的经历将被拍成电影。韩国政府开始改变保持沉默的态度，悄悄地同意给予一些特工以赔偿，并具体准备了按时期分等级支付补偿金的方案，但受到“派北特工”们的反对。10月，在釜山举行“亚运会”期间，“派北特工”再次举行示威活动，进而演变成骚乱。其间9名警察受伤，警方逮捕大约200人，审讯中发现这些前特工准备袭击“那帮朝鲜人”。
- 2003年6月20日，韩国总统卢武铉在新任国家情报院院长高泳耇陪同下，视察国家情报院，并与该院20多位高官合影。当天至22日上午，这张合影出现在韩国一个知名网站上，并被多家网站转载，均被放在十分显著的位置上。照片既大又清晰，在网上“示众”41小时，韩国情报院高官集体曝光。韩国国家保密法规定，除国家情报院院长和4位副院长外，其余22人都是“绝对保密人物”，不允许公开身份，更禁止在公开场合露面。这一泄密事件后果十分严重，被曝光者将被调换工作，因而实际上导致情报院高层干部“全军覆灭”。24日，韩国总统府发言人公开声明对此次泄密事件道歉，并撤消专职摄影师徐某的职务，赶出青瓦台。
- 2011年2月16日，國家情報院為了協助銷售軍機，派員潛入前來商談採購事宜的印尼特使團下榻飯店房間，察看對方的筆記型電腦，但過程竟遭印尼人員當場撞見。據《朝鮮日報》報導，印尼特使團前腳剛離開首爾樂天酒店，就有2男1女潛入印尼經濟統籌部長兼特使團團長哈达·拉加萨助理的房間。不到6分鐘，該名助理回房，赫然發現3名闖入者正在察看房內2台筆記型電腦；他們被撞見時也未露訝異神色，只是隨手交還電腦，逕自離去。報導指稱，這些闖入者就是國家情報院的人員；據信，筆記型電腦中儲存韓、印兩國正在商討的T-50金鷹式高級教練機採購與軍事合作等相關機密情報。韓國政府高層消息來源也證實，情報員是「前去打探印尼特使團的談判戰略」，好讓T-50能順利擊敗俄羅斯的雅克-130教練機，搶下印尼的定單，遭對方撞見是「意外的疏失」。韓國國情院事後還企圖湮滅證據，據韓國《文化日報》報導，該院人員曾赴首爾南大門警察署（朝鲜语：서울남대문경찰서），帶走包括監視器畫面等證物。1名警官表示，「他們來警局帶走所有東西。監視器畫面的品質非常好，要辨識闖入者的身分並不困難。」這起烏龍事件也讓韓國國情院淪為笑柄。韓國各界痛批國情院「無能」，犯下有害國家形象的「低級失誤」。各國駐韓外交官則密切關注後續發展，甚至發出「韓國國情院犯下巨大失誤」的相關電文回國。[4]
- 大韓民國國家情報院介入總統選舉事件：2012年大韓民國總統選舉前，國家情報院在時任院長的元世勳令下，擴大其「心理戰」小隊，其職員發表批評自由派候選人文在寅的評論，並讚揚保守派候選人朴槿惠。時任國情院院長的元世勳視反對黨候選人文在寅為北韓同情者，因此選前指示國情院職員，防止文在寅贏得網路支持，國情院的職員試圖將文在寅描繪成對北韓軟弱，無力保護韓國免於北韓威脅的形象。韓國聯合通訊社指出，國情院職員在數十個網站註冊數百用戶名，發表數千條相關文章，對特定候選人表示支持或反對，並要求國情院職員提交「工作報告」，此一行為遭到韓國第一大在野黨民主黨的指控，檢察官於2013年4月突擊搜索國情院首爾總部。2013年6月14日，首爾中央地方檢察廳宣佈前院長元世勳交保候審，即以最高可處5年有期徒刑的干預政治等罪名起訴，但是暫不逮捕。檢察廳表示，元世勳涉嫌違反「公職選舉法」和「國家情報院法」，以上法律禁止公務員濫用職權參與選舉活動，同時禁止國情院院長及下屬職員干涉政治，包括散佈消息以支持或反對某一黨派或政界人士的行為。2014年9月11日（页面存档备份，存于），首爾中央地方法院一審判處元世勳有期徒刑2年6個月，緩刑4年，剝奪公務員資格3年。一審法院認定，關於元世勳直接干預選舉的罪證不足，且其做法沿襲過去慣例，並非故意實施，意即元氏違反「國家情報院法」，但沒有違反「公職選舉法」。2015年2月9日，首爾高等法院二審判處元世勳有期徒刑3年，剝奪公務員資格3年，隨後遭到羈押。二審法院根據檢方提供的國情院職員716個推特帳戶及所發表的27萬則文章發現，自2012年8月朴槿惠獲選為「新世界黨」總統候選人後，國情院「心理戰」小隊就依元世勳指示開始利用網路介入選舉，認定元世勳沒有保持政治中立，且嚴重違反「國家情報院法」及「公職選舉法」，有必要入監服刑。2015年10月6日，首爾高等法院刑事7部部長金時徹裁定，將他從首爾拘留所釋放，自2015年2月9日二審判決後至裁定釋放為止，一共遭羈押240天。2017年8月30日，首爾高等法院終審裁決判處被告元世勳違反「國家情報院法」和「公職選舉法」有期徒刑4年，另同案被告前国情院第三次长李钟明和前心理战团团长闵炳周亦被分別判處有期徒刑2年6月，缓刑4年。[5][6][7][8][9]

## 相关作品
- 魚，1999年韩国电影
- 第五共和国，2005年韩国电视剧
- 特務情人IRIS，2009韓國電視劇
- 看見惡魔，2010年韓國驚悚電影
- 雅典娜：戰爭女神，2010韓國電視劇
- 柏林諜變，2013年韩国电影
- IRIS 2，2013韓國電視劇
- SPY，2015韓國電視劇
- 鋼鐵雨，2017年韩国电影
- 我身後的陶斯，2018韓國電視劇
- 北風，2018年韩国电影
- VAGABOND，2019年韩国电影
- 爱的迫降，2019年韩国电视剧
- 普羅米修斯，2019年韩国电视剧
- 60天，指定倖存者，2019年韩国电视剧
- 南山的部长们，2020年韩国电影
- 铁雨2：首脑峰会，2020年韩国电影
- Okay! 夫人，2020年韩国电影
- Good Casting，2020年韩国电视剧
- 黑色太陽，2021年韓國電視劇
- 獵首密令，2022年韓國電影
- Moving，2023年韓國電視劇